# Anne van Dijk Rijst Onderzoekscentrum Nickerie
Het Anne van Dijk Rijst Onderzoekscentrum Nickerie (Adron, ADRON) is een onderzoekscentrum in de rijstsector in Suriname. Het maakt deel uit van de Stichting Nationaal Rijstonderzoeks Instituut (SNRI).
Adron werd op 4 en 5 maart 1994 officieel opgericht als werkarm van de Stichting Nationaal Rijstonderzoeks Instituut. De noodaak van het centrum kwam na een sterke groei in de sector in de jaren 1980 en het duidelijk was geworden dat onderzoek naar de teelt zowel als naar de verwerking en afzet was achtergebleven. Op dat moment was er sprake van een gebrekkige voorziening van zaaizaad. Het instituut is vernoemd naar de werktuigbouwkundig ingenieur en rijstpionier Anne van Dijk (Den Haag, 1911 – Paramaribo, 1990). Hij begon in 1933 een rijstlandbouwbedrijf in Nickerie. Zijn veredelingspopulaties vormden de basis voor het veredelingswerk van de Stichting Machinale Landbouw (SML), waarop de SNRI en de ADRON later hebben voortgebouwd. De oprichting viel samen met het moment dat de onderzoeksactiviteiten van de SML waren komen te vervallen.
Adron kent drie programma's: veredeling, gewasmanagement en postharvest. Verder zijn er onder meer een afdeling zaaizaadproductie en vijf laboratoria: het  kwaliteitslaboratorium, chemisch laboratorium, microbiologisch laboratorium, zoölogische (of entomologisch) laboratorium en herbarium. Het zaaigebied van Adron beslaat bij elkaar zeventig hectare.

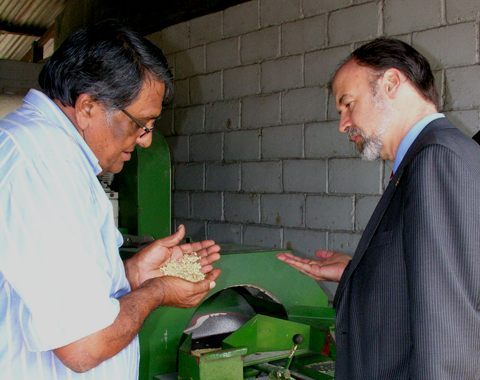
Bezoek van VS-ambassadeur John Nay aan ADRON (2010)

Na de voorbereidende fase kende Adron van 1996 tot 2001 de implementatiefase, waarbij het financieel en technisch werd ondersteund door het Europees Ontwikkelingsfonds. Sindsdien komen de inkomsten uit de verkoop van zaaizaad en subsidie van de overheid. In 2012 kende het centrum 'ernstige' financiële problemen. De subsidie die het vanuit het ministerie van Landbouw (LVV) kreeg zou alleen de operationele kosten dekken en onvoldoende zijn om onderzoeken en plannen uit te voeren. Aan het eind van het decennium bevond Adron zich nog steeds in financiële problemen. In tien jaar tijd ontwikkelde Adron daardoor geen nieuwe rijstrassen meer. Tegelijkertijd verslechterden de bestaande rassen in kwaliteit. In 2019 was inmiddels meer dan 75% van de rijstboeren overgegaan op het zaaien van zaden uit buurland Guyana, vanwege de lagere prijs en hogere opbrengsten. De twee nieuwe rijstgewassen uit 2017 die vernoemd werden naar president Bouterse, DDB1 en DDB2, zijn er nooit gekomen. In 2023 kondigde het instituut aan dat er rond 2027 een nieuw ontwikkelde rijstvariëteit gelanceerd gaat worden.